# 深沢川 (桐生市)
深沢川（ふかさわがわ）は、群馬県桐生市を流れる一級河川である。利根川水系渡良瀬川の右支流。赤城山東南斜面を水源とする諸河川の一つ。
梨木温泉が近くにあることから梨木川（沢）と呼ばれることもあり、この名を用いた施設（梨木川五号砂防堰堤など）もある。

## 地理
群馬県桐生市黒保根町宿廻の赤城山を水源とし、宿廻地区を東南に流れ、わたらせ渓谷鐵道の本宿駅の南で渡良瀬川に合流する。流域は黒保根町宿廻の西部から南部を占め、大間々町上神梅の北部が含まれる。近隣の河川として川口川・湯沢川がある。主な支流として久良見沢がある。
中流沿岸に梨木温泉があり、群馬県道335号梨木上神梅停車場線と群馬県道336号梨木香林線の起点となっている。群馬県道335号梨木上神梅停車場線は、梨木温泉からわたらせ渓谷鐵道の本宿駅付近まで深沢川に沿って走っており、本宿駅入口北側で国道122号に合流する。
渡良瀬川との合流点の近くに国道122号の深沢橋とわたらせ渓谷鐵道の深沢橋梁が架かる。深沢川下流に大間々用水の取水口として建設された深沢川頭首工がある。

## 歴史
深沢川流域は古く深沢村と称したが、近世初期に宿廻村と神梅村（大間々町上神梅・大間々町下神梅）に分かれ、さらに神梅村が上神梅村・下神梅村に分かれた。大間々町上神梅で足尾銅山街道（現在の国道122号）と大胡道（群馬県道333号上神梅大胡線）が接続していた。
1889年（明治22年）の町村制施行に伴い水沼村・八木原村・上田沢村・下田沢村・宿廻村・上神梅村・下神梅村・塩沢村が合併して黒保根村が成立。深沢川の両岸が同一の村に属した。1958年（昭和33年）に上神梅・下神梅・塩沢の3大字が山田郡大間々町に編入したことで、深沢川下流部が勢多郡と山田郡の境界となった。